# Körperschaft des privaten Rechts
Körperschaft des privaten Rechts ist eine privatrechtliche Personenvereinigung, die als juristische Person eigene Rechtsfähigkeit besitzt und durch Organe vertreten wird.

## Deutschland
Grundtyp der Körperschaft des privaten Rechts ist der eingetragene Verein gem. § 55 BGB. Das Gesellschaftsrecht kennt darüber hinaus als Sonderformen des wirtschaftlichen Vereins auf handelsrechtlichem Gebiet die Aktiengesellschaft, die Kommanditgesellschaft auf Aktien (KGaA), Europäische Aktiengesellschaft – Societas Europaea (SE), die Gesellschaft mit beschränkter Haftung, die eingetragene Genossenschaft sowie die Europäische Genossenschaft – Societas Cooperativa Europaea (SCE).

## Österreich
Personenverbände (Körperschaften, Korporationen, Gesellschaften) mit Rechtspersönlichkeit, die durch Organe vertreten werden, sind beispielsweise der Verein, aber auch die GmbH, AG, Genossenschaften und politische Parteien.

## Schweiz
Gesellschaften mit eigener Rechtspersönlichkeit – Körperschaften – sind die Aktiengesellschaft (Art. 620 ff. OR), die Kommandit-AG (Art. 764 ff. OR), die GmbH (Art. 772 ff. OR), die Genossenschaft (Art. 828 ff. OR), der Verein (Art. 60 ff. ZGB), die Investmentgesellschaft mit variablem Kapital (SICAV, Art. 36 ff. KAG) und die Investmentgesellschaft mit festem Kapital (SICAF, Art. 110 ff. KAG). Die SICAF basiert auf der AG und wird deshalb nicht als separate Gesellschaftsform betrachtet.